# Vibrissaphora
Vibrissaphora és un gènere d'amfibis anurs de la família Megophrydae.

## Taxonomia
- Vibrissaphora ailaonica
- Vibrissaphora boringii
- Vibrissaphora echinata
- Vibrissaphora leishanensis
- Vibrissaphora liui